# Back Torque Limiter
BTL of BTLS staat voor: Back Torque Limiter (System).
Dit is een systeem van Kawasaki-motorfietsen dat het slaan van het achterwiel tegen gaat bij hard remmen en terugschakelen. Dit is vergelijkbaar met de One way clutch van Honda. Suzuki paste een vergelijkbaar systeem toe op de TL 1000 S en R, bouwjaar onafhankelijk.